# 화베이 평원
화베이 평원(화북평원, 중국어 간체자: 华北平原, 정체자: 華北平原, 병음: Huáběi Píngyuán)은 화베이 지방의 난온대림 지대와 아열대림 지대로, 황하 중하류 유역과 타이항산맥 동쪽 및 북동쪽에 위치한 스텝 지역에 걸쳐 있다. 기후가 건조하고 강수량이 충분하지 않은 이곳은 비교적 이른 개발로 인해 현재 자연 식생은 많이 파괴된 상태이다. 황폐한 구릉과 사구를 쉽게 발견할 수 있으며 그동안 중국의 빠른 식생 변화를 발견할 수 있는 곳 중의 하나이다.

## 역사
철제 농기구의 보급은 그 전의 원시 농업과는 다르게 자연에 대한 인간의 간섭도를 높이게 만들었다. 춘추 시대까지만 해도 인구가 희소했던 화베이 평원은 인간으로 인한 변화가 심하지 않았다. 그러나 전쟁이 보다 빈번해지기 시작한 전국 시대부터는, 식량에 대한 공급 증가를 목적으로 황무지 개간과 함께 철제 농기구 보급이 확산되었다. 동시에 삼림과 초원의 제거가 가속화되어 지금의 허난성 중부에서 키가 큰 나무를 찾아 보기 어렵다고도 했다. 전국 시대 이후에도 화베이 지방은 2,000여 년간 전쟁이 가장 빈번하게 일어난 곳으로 개간된 땅이 다시금 황폐화되는 일이 반복되기도 했다. 그와 동시에 농경을 위한 수리도 제대로 되지 않았다. 이는 화베이 평원에 대한 파괴를 악화시켰다.

## 지도
| 가잔 열도갠지스강고다바리강고비 사막나일강류큐 열도남중국해노르웨이해뉴기니섬네푸드 사막다싱안링산맥다뉴브강동시베리아해동중국해동해둥베이 · 평원랍테프해룹알할리 사막레나강마다가스카르섬마리아나 제도마르마라해말레이반도메콩강몰디브 제도몽골고원바렌츠해바이칼호바탄 제도발리섬발트해발하시호백해베링해벵골만보르네오섬북극해북해볼가강북드비나강브라마푸트라강사할린섬샤오싱안링산맥세이셸 군도소코트라섬수마트라섬술라웨시섬스리랑카섬스칸디나비아반도스타노보이산맥스프래틀리 군도시나이반도새머리싱가포르섬아나톨리아아덴만아라비아반도아라비아해아라푸라해아랄해아무르강아조프해아프리카의 뿔안다만 제도알타이산맥알류샨 열도에게해예니세이강오가사와라 제도오만만오비강오스트레일리아오호츠크해우랄강우랄산맥유프라테스강이란고원인더스강인도 아대륙인디기르카강인도양 (북부)인도차이나반도일본 열도자와섬주강장강치롄산맥카라해카라코람카스피해캄차카반도캅카스산맥캐롤라인 · 제도콜리마강쿠릴 열도쿤룬산맥크리스마스섬타이만대만타클라마칸 사막북태평양톈산산맥통킹만티그리스강티모르섬티베트고원파라셀 제도파미르페르시아만페초라강프라타스섬필리핀 제도필리핀해하이난한반도항가이산맥호르무즈홋카이도홍해화베이 · 평원황하황해흑해히말라야산맥힌두스탄 · 평원힌두쿠시class=notpageimage\| 유라시아에서의 화베이 평원의 위치 |

## 같이 보기
- 중원
- 화베이